# Lepanus bournei
Lepanus bournei là một loài bọ cánh cứng trong họ Bọ hung (Scarabaeidae).